# Monte Settepani
Il Monte Settepani (1.386 m s.l.m.) è una montagna delle Prealpi Liguri nelle Alpi Liguri. Si trova nella Provincia di Savona in Liguria.

## Caratteristiche

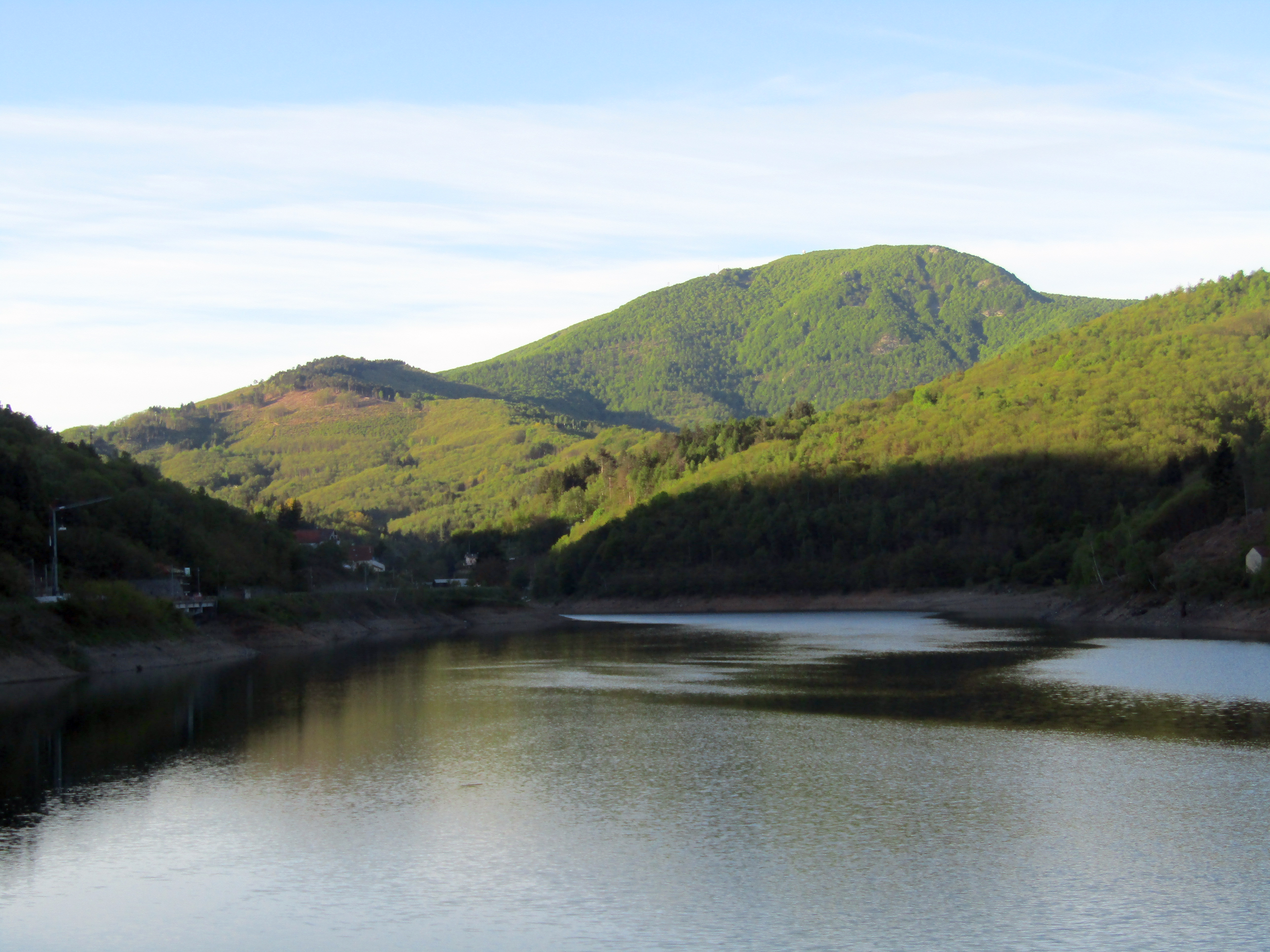
Vista dal Lago di Osiglia

Il monte Settepani si trova non lontano dalla linea spartiacque costituita dalla catena principale alpina, e il suo punto culminante è situato sul crinale secondario che divide la valle della Bormida di Pallare da quella dell'Osiglietta. Si tratta di una delle prime cime alpine di quota superiore a 1.000 m s.l.m. che si incontrano a partire dal Colle di Cadibona in direzione ovest. La sua prominenza topografica è di 358 metri.
Verso la sua cima convergono ben cinque creste: quella che se ne distacca verso sud-est, comprende il Bric Gettina e divide tra loro la valle Maremola, ad ovest, da quella del Pora; quella che si spinge verso est, appartenente alla spartiacque ligure/padano, e che dopo Pian dei Corsi si dirige verso la Bocchetta di Altare; a nord-est la costiera del Ronco di Maglio separa la valle dell'Osiglietta da quella della Bormida di Pallare; a nord-ovest parte ancora dal Settepani il costolone divisorio tra la valle dell'Osiglietta e il solco principale della valle della Bormida di Millesimo, con il Monte Camulera; infine a sud-ovest lo spartiacque ligure/padano prosegue con il Bric Badò verso il monte Carmo. Dal monte nasce la Bormida di Pallare.
Sul Settepani convergono i territori comunali di Osiglia, Bormida, Calizzano, Magliolo e Rialto. Nella classificazione SOIUSA la montagna dà il nome al Gruppo Galero-Armetta al Gruppo del Monte Settepani, uno dei tre che costituiscono le Prealpi Liguri.
Sulla cima del Settepani si trova un radar meteorologico della Regione Liguria in comproprietà con la Regione Piemonte, costruito tra quanto rimane delle installazioni militari settecentesche e più recenti. Poco a sud della cima è tuttora operativo un teleposto dell'Aeronautica militare italiana, destinato alle telecomunicazioni sia analogiche che digitali.

## Storia

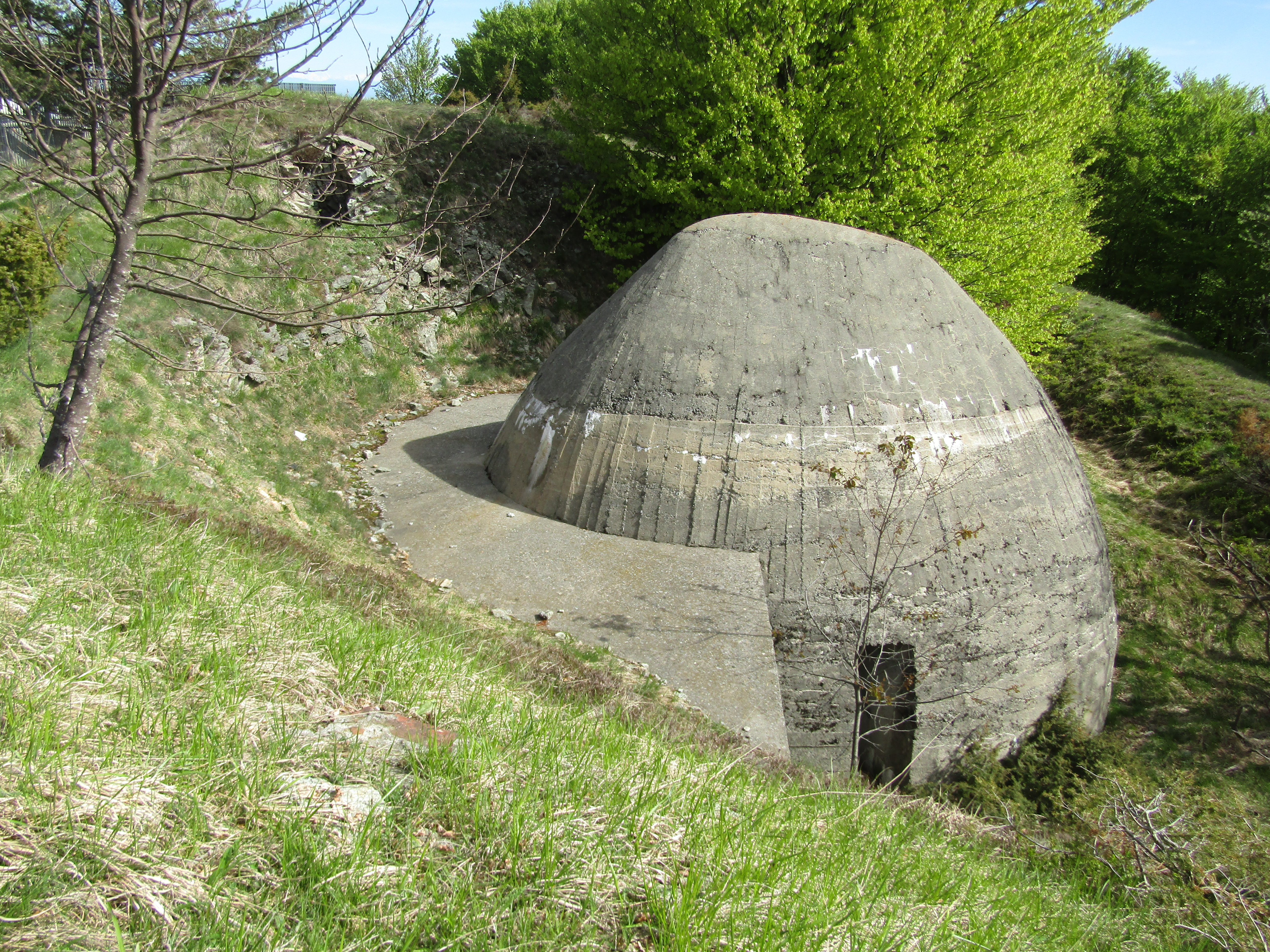
Una struttura fuori terra della ex-base militare

La zona del monte Settepani fu coinvolta, assieme ai rilievi circostanti, nelle ostilità legate alla campagna d'Italia di Napoleone Bonaparte.
Nel corso della II guerra mondiale attorno al Settepani si svolsero nuovamente scontri armati, questa volta tra i partigiani italiani e le truppe nazifasciste.
Il monte Settepani sarebbe stato la sede di una ex base militare statunitense, alloggiata in vari cunicoli scavati a circa 60 metri di profondità sotto le pendici della montagna. La base sarebbe anche stata utilizzata dall'Organizzazione Gladio, una forza paramilitare italiana attiva nella seconda metà del XX secolo a supporto delle politiche statunitensi in Italia. Dopo l'abbandono della base e la sua esplorazione da parte di speleologi gli accessi alla ex-base militare sono stati murati a cura dell'aviazione militare italiana.

## Accesso alla vetta

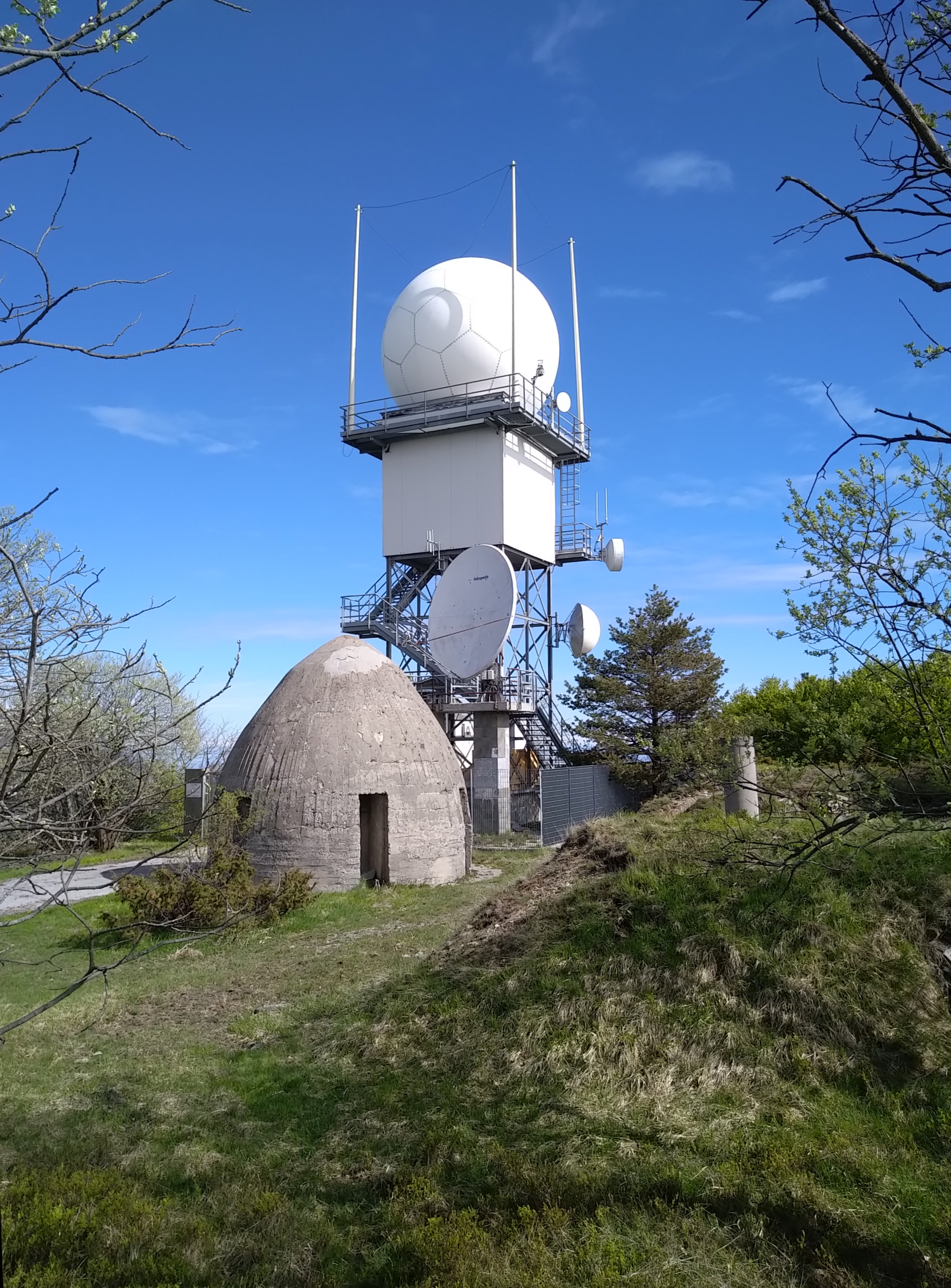
Il radar meteorologico sulla cima del monte

La cima della montagna è raggiunta da una stradina asfaltata chiusa al pubblico che collega il colle di Melogno con le installazioni militari collocate sul dosso poco a sud del punto culminante. Quest'ultimo può essere raggiunto per sentiero, ad esempio partendo dalla Colla Baltera.
Nei pressi del Monte Settepani (Colle del Melogno) passa inoltre il sentiero denominato Alta Via dei Monti Liguri.  Dalla sua sommità si gode di un ottimo panorama, che nelle giornate più limpide consente di intravedere le cime della Corsica e tutto l'arco alpino occidentale.

## Tutela naturalistica
La montagna e l'area circostante fanno parte del SIC (Sito di importanza comunitaria) denominato Monte Carmo - Monte Settepani (codice: IT1323112).